# Laura López
Laura López Ventosa (Madrid, 13 de janeiro de 1988) é uma jogadora de polo aquático espanhola, medalhista olímpica.

## Carreira
López disputou duas edições de Jogos Olímpicos pela Espanha: 2012 e 2016. Seu melhor resultado foi a medalha de prata obtida nos Jogos de Londres, em 2012.